# Vooruitgangsgeloof
Vooruitgangsgeloof is de opvatting, gedachte of wens dat aan de menselijke samenleving, de wereld, of de werkelijkheid als zodanig een proces ten grondslag ligt dat zich door de tijd heen ontwikkelt naar hogere stadia van volmaaktheid.
Als het vrije handelen van de mens als noodzakelijke voorwaarde voor vooruitgang wordt beschouwd, dan wordt wel gesproken van de maakbaarheidsgedachte. Andere vormen van vooruitgangsgeloof zijn gegrond in een deterministische wereldbeschouwing, waarbij de ontwikkeling als een zichzelf noodzakelijkerwijs voltrekkend proces wordt gedacht.

## Geschiedenis
De meeste vormen van vooruitgangsgeloof ontstonden tijdens de verlichting, waarin afstand werd genomen van religieuze opvattingen als zou de wereld een eindig en onbeheersbaar geheel vormen en waarin het geloof in het verlossende vermogen van de rede op de voorgrond trad. De philosophes stelden dat de westerse wereld een bepaalde mate van volwassenheid had bereikt, iets waarvoor rond die tijd het begrip beschaving in zwang kwam. Deze volwassenheid stelde de mensheid in staat om niet langer uit te gaan van de goddelijke voorzienigheid, maar van de rationaliteit.
Het idee van vooruitgang was breed gedragen en in vele werken werden voorbeelden benoemd. Turgot stelde in Les avantages que la religion chrétienne a procurés au genre humain uit 1750 dat het gehele menselijke ras, alhoewel langzaam en afgewisseld met periodes van onrust, een steeds grotere perfectie bereikt.
De menselijke natuur was daarbij in principe onveranderlijk. Dat er toch zo veel verschillende volkeren en gewoontes waren, werd verklaard door te stellen dat deze zich in verschillende fases van ontwikkeling bevonden. Zo schreef Voltaire in het in 1756 verschenen Essai sur les mœurs et l'esprit des nations met waardering over de Chinese, Indische, Perzische en islamitische beschavingen, maar hij zag daar nog wel de irrationele krachten overheersen. Omdat de westerse beschaving deze had overwonnen, zag hij deze als superieur. Zo gold ook het eigen verleden voor de meeste philosophes als minderwaardig.
De meeste philosophes beschreven het proces niet expliciet en zagen ook periodes van terugval. Turgot zag de opkomst en neergang van rijken en de overdracht van kennis naar andere landen. Deschamps zag de geschiedenis als een trap met steile vooruitgang gevolgd door plateaus. Condillac en D'Alembert zagen periodes van beschaving afgewisseld met barbaarse tijden en ook Voltaire wees daarop.
Markies de Condorcet was hierop een uitzondering. Hij beschreef in Esquisse d’un tableau historique des progrès de l’esprit humain uit 1795 een proces dat weliswaar soms vertraagde, maar verder alleen maar vooruitgang kon brengen. Hij beschreef de geschiedenis als een unilineaire evolutie in negen epochen en voorzag een tiende epoche met meer gelijkheid dankzij rationaliteit.
Voorbeelden van vooruitgangsgeloof zijn ook te vinden in het Hegeliaanse idealisme en het socialisme. Sommigen zien ook verwantschap met het darwinisme en het daaruit voortvloeiende evolutionisme.
Hoewel breed gedragen, hing niet iedereen in de achttiende eeuw het vooruitgangsgeloof aan. Rousseau zag juist een achteruitgang doordat de rationaliteit zich in isolatie had ontwikkeld. Aanvankelijk zouden rede, passie en emotie in balans zijn geweest en zo hebben bijgedragen aan moraliteit en samenwerking.
Voor materialisten als La Mettrie, Holbach en Helvétius gold dat er geen sprake was van vrije wil en daarmee geen noodzaak aan het vak van geschiedenis en noties al voor- of achteruitgang.
Vanuit het empirisme stelde Hume dat alle structuur die de mens meent waar te nemen, slechts een constructie van de geest is, wat dus ook geldt voor een concept als vooruitgang. Bij de beoordeling van geschiedenis zou niet moeten worden uitgegaan van een groots plan, maar slechts van empirische waarnemingen.
In verschillende wetenschappelijke disciplines is er tegenwoordig sterke kritiek op het vooruitgangsgeloof. Het idee dat de moderne samenleving beter zou zijn dan andere of oudere vormen, wordt gezien als etnocentrisch. Ook het teleologische aspect van het vooruitgangsgeloof wordt bekritiseerd. Buiten deze disciplines is het echter nog een prominent aanwezige opvatting.

## Contraire opvattingen
Tegengestelde denkwijzen over verandering ontkennen de mogelijkheid van vooruitgang.

### Nihilisme
De mogelijkheid van vooruitgang wordt ontkend door nihilisten, die beweren dat het niet mogelijk is logische, morele of esthetische waarden toe te schrijven aan hoedanigheden en gebeurtenissen. "Waar" en "vals", "goed" en "slecht" (of het religieuze equivalent "kwaad"), of "schoon" en "lelijk" zijn volgens aanhangers van deze theorie holle abstracties en zuiver subjectief. Absolute vooruitgang is volgens hen daarom onbepaalbaar.

Vaak gaat een dergelijke opvatting gepaard met relativisme en subjectivisme. Een stroming die deze opvatting huldigt is het postmodernisme. Prominente wijsgeren die deze opvattingen expliciet vertegenwoordigden waren de postmodernisten Friedrich Nietzsche en Gilles Deleuze. Volgens Nietzsche waren de termen "goed" en "kwaad" het gevolg van een eeuwenoude priesterlijke samenzwering die de dienende klasse machteloosheid leerden. Bij sommige vroegere filosofen, zoals Baruch Spinoza, is de ontkenning van de realiteit van morele kwalificaties ook al aanwezig.

### Decadentisme
Verschillende romantische stromingen worden gekenmerkt door negativiteit over de historische doelmatigheid of over de menselijke natuur. Een helder voorbeeld hiervan is het decadentisme aan het einde van de negentiende eeuw, toen men het geloof in een betere toekomst verloor en de tijdgeest doordrongen was van weltschmerz en wanhoop: men geloofde dat in de werkelijkheid geen sprake was van progressie, maar juist van decadentie.

### Metaforisch
Een religieuze uitingsvorm van 'achteruitgangsgeloof' is terug te vinden in de vele apocalyptische of dystopische verhalen die door de tijd heen in de menselijke cultuur zijn ontstaan. Dit genre omvat onder meer de voorstelling van het einde van de wereld in het Bijbelboek Openbaringen, de geruchten die de ronde deden in de jaren vóór de eerste en de tweede millenniumwisseling van de gregoriaanse kalender, de mythe die uit de lange telling van de Mayakalender het einde van de wereld in 2012 afleidde en de Doomsday-films die in het cult-circuit populariteit hebben verworven.
Sommige vormen van de apocalypsidee drukken niet een volledige vernietiging van de realiteit uit: de ondergang van de bestaande orde is de prelude van een beter tijdperk. Apocalyptisch gedachtegoed kan derhalve ook vooruitgangsgeloof bevatten.